# 山村老屍
《山村老屍》是一部1999年香港恐怖鬼片系列，由梁鴻華編劇和導演，吳鎮宇、黎姿、海俊傑、莫家堯、施念慈和周恩恩主演。
因應本片的成功，於是將《山村老屍》發展成系列電影，分別在2000年和2002年推出續集電影《山村老屍II色之惡鬼》和《山村老屍III惡靈纏身》。

## 劇情簡介
一群四個人的夥伴嘗試使用屍油做「招魂遊戲」中而招惹到一隻枉死的女鬼。
枉死的女鬼楚人美是一名唱粵劇名旦，因為家中貧困、丈夫懦弱，她不得以出賣肉體賺錢，但丈夫因為想另外改娶有錢人家的千金，藉此向村子裡的人表示楚人美紅杏出牆，楚人美被村人活活打死，含冤成厲鬼的楚人美三天內殺光村子裡66位村民。
事件後多年，當年楚人美的屍骨被丟棄於亂葬崗，卻因都市計畫關係亂葬崗被迫遷移，沒有墓碑的楚人美屍骨被丟棄於旁邊水溝裡，此舉再次激起楚人美的怨氣。
而只要喝到與楚人美屍骨被丟棄的湖水相關的水，就会产生看到楚人美的幻觉。四個夥伴因招惹厲鬼，逐漸發瘋而自殺，發現問題的人最後也喪命。

## 角色介紹
- 吳鎮宇飾發毛（粵語配音：葉振聲）
- 黎姿飾Cissy，記者
- 海俊傑飾阿明（粵語配音：李家輝）
- 莫家堯飾Jack（粵語配音：鄧榮銾）
- 施念慈
- 林淑茵
- 楊證樺飾阿明好友
- 周恩恩飾楚人美

## 山村老屍系列
- 《山村老屍》（1999年）
- 《山村老屍II色之惡鬼》（2000年）
- 《山村老屍III惡靈纏身》（2002年）

## 外部連結
- 香港影庫上《山村老屍》的資料（繁體中文）
- 互联网电影数据库（IMDb）上《山村老屍》的资料（英文）
- 豆瓣电影上《山村老屍》的資料 （简体中文）
- 时光网上《山村老屍》的資料（简体中文）